# Hardwick (Kalifornija)
Hardwick je naseljeno područje za statističke svrhe u američkoj saveznoj državi Kalifornija. Prema popisu stanovništva iz 2010. u njemu je živjelo 138 stanovnika.